# 로카프리오라
로카프리오라(이탈리아어: Rocca Priora)는 이탈리아 라치오주 로마현에 위치한 코무네다. 로마로부터 동쪽 25km 거리에 있다.

## 자매 도시
- 독일 졸란트안데어슈프레